# Antikriegskomitee Russlands

Weiß-blau-weiße Flagge des Antikriegskomitees Russlands und der russischen Opposition

Das Antikriegskomitee Russlands wurde am 27. Februar 2022 von einer Gruppe russischer Wissenschaftler und Unternehmer zum Zwecke des Kampfes gegen das Regime von Wladimir Putin und den Ukrainekrieg gegründet.

## Gründung
Das Antikriegskomitee wurde drei Tage nach Beginn des russischen Überfalls auf die Ukraine gegründet. Als sein Ziel wurde der Kampf mit der „Diktatur“ Wladimir Putins erklärt, die für den Krieg in der Ukraine verantwortlich ist. Mitglieder des Komitees sind der ehemalige Vorstandsvorsitzende des Ölkonzerns Yukos Michail Chodorkowski, der Schachweltmeister Garri Kasparow, die Ökonomen Sergei Alexaschenko und Sergei Guriew, der Historiker Wladimir Kara-Murza, und Mitglied der Russischen Akademie der Wissenschaften Juri Piwowarow, der Politiker Dmitri Gudkow, der Historiker die Unternehmer Boris Simin und Jewgeni Tschitschwarkin, der Schriftsteller Wiktor Schenderowitsch und der Journalist Jewgeni Kisseljow.

## Forderungen
Das Komitee fordert die Regierungen aller Länder dazu auf, „entschieden Position zu beziehen gegen jene, die das Völkerrecht verletzen“. Daneben ruft es „echte Russlandpatrioten“ dazu auf, „sich im Kampf gegen die aggressive Diktatur Wladimir Putins zu konsolidieren – unabhängig von jeglichen politischen Differenzen, ideologischen Divergenzen und persönlichen Sympathien und Antipathien.“

## Reaktion der Regierung
Im Januar 2024 wurde das Komitee in Russland als „unerwünscht“ eingestuft.